# ストラスブール
ストラスブール（仏・英: Strasbourg、アルザス語: Strossburi、独: Straßburg）は、グラン・テスト地域圏（旧アルザス地域圏）の首府、バ＝ラン県の県庁所在地でもある。2021年1月1日にバ＝ラン県、オ＝ラン県が合併され、名称がfr:Collectivité européenne d'Alsaceに変更された。
欧州評議会や欧州人権裁判所、またEU欧州議会の本会議場を擁し、ベルギーのブリュッセルと共にEUの象徴的な都市の一つとなっている。

## 概要
フランス北東部の、ライン川左岸に位置する。河川港を抱える交通の要衝である。対岸にはドイツの都市ケールが存在するが、シェンゲン協定によってパスポートチェック無しで自由に行き来できる。
ストラスブール（シュトラースブルク）の語源はアルザス語で「街道の街」であり、交通の要衝として栄える。ライン川にフランス最大の河川港をもち、交通の便の良さから商工業が盛んである。1998年から当地のクレディ・ミュチュエルが商工信用銀行を支配している。
かつてはドイツの神聖ローマ帝国に属したが、近世初頭にドイツの混乱に乗じてフランス王国が侵略して併合する。
以降、ドイツとフランスが領有権を争った土地として有名である。言語や文化の上ではドイツ系であるといえるが、下記のように1944年以降、政治的にはフランスに属する。神聖ローマ帝国の領地となってから20世紀まで、アルザスは戦争の度に蹂躙された。
現在はフランス国立行政学院（ENA, エナ）の校舎もあり、欧州のエリートが当地で養成される。また、近郊の村エンツハイムにはスポーツウェア等で知られるルコックスポルティフの、同様に近郊のモルスアイムにはブガッティ・オトモビルの各本社機能がそれぞれ置かれている。
グーテンベルクやカルヴァン、ゲーテ、モーツァルト、パストゥールなども人生の一時期をこの地で過ごした。その中には現代史に欠かせないユダヤ銀行家、マーク・ユージン・マイヤー（Marc Eugene Meyer 1842-1925）もいる。マークの祖父はユダヤ教会役員会のラビ書記だった。自身は1859年17歳のときにカリフォルニアへ移住し、ロサンゼルスのデパート所有者となった。それからニューヨークでラザードの共同経営者となった。その息子のユージン・マイヤーもラザードでキャリアを積み、連邦準備制度理事会議長と初代世界銀行総裁を務め、『ワシントン・ポスト』を買収した。
もっと永く過ごしたマークの同時代人で、ストラスブールの立場を理解するのに知っておくべき女性がいる。メラニー・ド・プルタレスは政治も担った。シュテファニー・フォン・ヴェデル（Stéphanie von Wedel, 1852-1937）はスウェーデンのヤーコプ・ハミルトンが父である。ストックホルム駐在ドイツ帝国大使のカール・フォン・ヴェデルと結婚した。1907年夫がラインラント総督へ就任したのを機に、ストラスブールへ定住した。身体障害児の養護施設シュテファニー・ホスピスをつくらせるなどの社会貢献をなした。

## 歴史
ローマ人が城砦を築き、当時は「アルゲントラトゥム」ArgentoratumないしArgentorateとよばれた。この呼称は74年のマイルストーンに初めて現れる。今日の名称の基になったStrateburgum、Stratisburgoは6世紀末以後の登場となる。ローマ帝国がライン川をゲルマニアとの国境としていたので、この地はローマ領であった。紀元前12年に築かれたと思われる城砦を中心に集落が形成されたこの町は、交通の要衝ゆえに発達したが、352年にアレマン人によって襲撃され、451年にはフン族の来襲を受けてローマの防衛・統治機構は破壊された。
フランク族によって再建された。842年にルートヴィヒ2世（ドイツ王）とシャルル2世（禿頭王）がこの地で誓ったストラスブールの誓いにより843年、ロタリンギア（中フランク王国）に帰属したが、870年のメルセン条約では東フランク王国に帰属し、後に神聖ローマ帝国に属した。10世紀末には司教の支配する重要商業地となった。「司教都市」として発展したが、市の統治の一部はミニステリアーレに委ねられた。『トリスタンとイゾルデ』を著わしたゴットフリート・フォン・シュトラースブルクはミニステリアーレであったと思われる。「ストラスブールの第二都市法は、十二人の市参事会員 consules civitatis は、ミニステリアーレ並びに市民 cives から採用されなければならないと規定していた」。
毛織物業も発展成立し、交通の要衝でもあったシュトラースブルクは大いに発展する。
1262年3月8日「ストラスブールの市民層が彼らの司教ヴァルター・フォン・ゲロルトゼック（Walter von Geroldseck）を撃破し、その結果自主性をかちとる」ことに成功したが、その都市軍の指揮官の一人エレンハルトは、「都市史と帝国史とが同時に現存する」（H. シュミット）高度の歴史作品を著わしている。
1349年、在住ユダヤ人が差別に耐えかねて井戸に毒を流し、多数の市民を殺した。科刑は内容がまちまちであった。
1348年のペスト流行以降ユダヤ人は多くの都市から追放されたが、この都市からユダヤ人が追放されたのは1387年のことである。
「広大な農村地域を取得することができ、かつ確保することができ」、「活発な都市圏」を形成し、神聖ローマ「帝国の枠の中で都市国家をさせることのできた」諸都市の一つであり、反都市的な貴族や騎士に対抗して1381年にフランクフルトの主導の下マインツ、ヴォルムス等とライン都市同盟を結成した。
中世末期、ツンフトが「都市統治権への参加を戦いとった多数の都市」の一つであるが、「1404年 、ボヘミア 及びティロール（チロル）出身の48人の毛皮加工職人が職人兄弟団を結成していた。
15世紀の人口はほぼ18000人、1ヘクタール当たりの住民数は89人であった。
「重要な印刷業者都市として人文主義の中心地にもなる」。
「（中世末期の）都市文化で眼につく宗教生活上の現象の一つ」であるベギン会の運動は、13世紀 前半にはこの都市にも及んだ。
1518年には踊りのペスト（ダンシングマニア）が流行した。
ルネサンス期の宗教改革では、はやくも1523年にプロテスタントをうけいれ、市内にはカトリックとプロテスタントの教会が並んで建てられるようになった。1530年にはチューリヒ及びベルンとカルヴァン主義の同盟を締結した。1576年、当市開催の射撃大会にチューリヒからは2チームが参加したが、チューリヒ市は市民54名を観客として派遣した。彼らは往路の船旅で、普段は3,4日かかる行程を一日で走破した。これは、周辺の反宗教改革の活発下にあってストラスブールとチューリヒ両市の同盟関係の確認という意味があった。
17世紀、フランス王ルイ14世の膨張政策が自然国境論のもとこの地域に触手を伸ばし、三十年戦争でドイツ圏のエルザス＝ロートリンゲン地方（アルザス＝ロレーヌ地方）を獲得すると、1697年に大同盟戦争の講和条約であるレイスウェイク条約によりフランス王国の領域に入り、シュトラースブルクはフランス語風にストラスブールと呼ばれるようになる。
18世紀末、セルベール（フランス語版）（英語版）がユダヤ人総代として活躍した。
1871年、普仏戦争でプロイセンが勝利すると、アルザス＝ロレーヌ地方はドイツ帝国領に復帰した。1875年、インドシナ銀行ができるときにストラスブールの個人銀行が参加した。
1919年、第一次世界大戦でフランスが勝利し同地域は再びフランス領となった。
第二次世界大戦でも独仏戦の戦火にあい、1940年にドイツが自国領とするが、1944年に連合国が奪還している。第二次大戦後は「ヨーロッパの歴史を象徴する都市」として、欧州の主要な国際機関が置かれている。
1988年、イル川の中洲にある旧市街が「ストラスブールのグラン・ディル」としてユネスコの世界遺産に登録された。

## 気候
ケッペンの気候区分では西岸海洋性気候（Cfb）に属する。
| ストラスブール（ストラスブール国際空港、標高150m）1981–2010年（極値1924年–）の気候 | ストラスブール（ストラスブール国際空港、標高150m）1981–2010年（極値1924年–）の気候 | ストラスブール（ストラスブール国際空港、標高150m）1981–2010年（極値1924年–）の気候 | ストラスブール（ストラスブール国際空港、標高150m）1981–2010年（極値1924年–）の気候 | ストラスブール（ストラスブール国際空港、標高150m）1981–2010年（極値1924年–）の気候 | ストラスブール（ストラスブール国際空港、標高150m）1981–2010年（極値1924年–）の気候 | ストラスブール（ストラスブール国際空港、標高150m）1981–2010年（極値1924年–）の気候 | ストラスブール（ストラスブール国際空港、標高150m）1981–2010年（極値1924年–）の気候 | ストラスブール（ストラスブール国際空港、標高150m）1981–2010年（極値1924年–）の気候 | ストラスブール（ストラスブール国際空港、標高150m）1981–2010年（極値1924年–）の気候 | ストラスブール（ストラスブール国際空港、標高150m）1981–2010年（極値1924年–）の気候 | ストラスブール（ストラスブール国際空港、標高150m）1981–2010年（極値1924年–）の気候 | ストラスブール（ストラスブール国際空港、標高150m）1981–2010年（極値1924年–）の気候 | ストラスブール（ストラスブール国際空港、標高150m）1981–2010年（極値1924年–）の気候 |
| 月                                                                                 | 1月                                                                                | 2月                                                                                | 3月                                                                                | 4月                                                                                | 5月                                                                                | 6月                                                                                | 7月                                                                                | 8月                                                                                | 9月                                                                                | 10月                                                                               | 11月                                                                               | 12月                                                                               | 年                                                                                 |
| ---------------------------------------------------------------------------------- | ---------------------------------------------------------------------------------- | ---------------------------------------------------------------------------------- | ---------------------------------------------------------------------------------- | ---------------------------------------------------------------------------------- | ---------------------------------------------------------------------------------- | ---------------------------------------------------------------------------------- | ---------------------------------------------------------------------------------- | ---------------------------------------------------------------------------------- | ---------------------------------------------------------------------------------- | ---------------------------------------------------------------------------------- | ---------------------------------------------------------------------------------- | ---------------------------------------------------------------------------------- | ---------------------------------------------------------------------------------- |
| 最高気温記録 °C （°F）                                                             | 17.5 (63.5)                                                                        | 21.1 (70)                                                                          | 26.3 (79.3)                                                                        | 30.0 (86)                                                                          | 33.8 (92.8)                                                                        | 38.8 (101.8)                                                                       | 38.9 (102)                                                                         | 38.7 (101.7)                                                                       | 33.4 (92.1)                                                                        | 29.1 (84.4)                                                                        | 22.1 (71.8)                                                                        | 18.3 (64.9)                                                                        | 38.9 (102)                                                                         |
| 平均最高気温 °C （°F）                                                             | 4.5 (40.1)                                                                         | 6.4 (43.5)                                                                         | 11.4 (52.5)                                                                        | 15.7 (60.3)                                                                        | 20.2 (68.4)                                                                        | 23.4 (74.1)                                                                        | 25.7 (78.3)                                                                        | 25.4 (77.7)                                                                        | 21.0 (69.8)                                                                        | 15.3 (59.5)                                                                        | 8.8 (47.8)                                                                         | 5.2 (41.4)                                                                         | 15.3 (59.5)                                                                        |
| 日平均気温 °C （°F）                                                               | 1.8 (35.2)                                                                         | 2.9 (37.2)                                                                         | 6.9 (44.4)                                                                         | 10.5 (50.9)                                                                        | 15.0 (59)                                                                          | 18.1 (64.6)                                                                        | 20.1 (68.2)                                                                        | 19.7 (67.5)                                                                        | 15.8 (60.4)                                                                        | 11.2 (52.2)                                                                        | 5.8 (42.4)                                                                         | 2.8 (37)                                                                           | 10.9 (51.6)                                                                        |
| 平均最低気温 °C （°F）                                                             | −0.8 (30.6)                                                                        | −0.6 (30.9)                                                                        | 2.5 (36.5)                                                                         | 5.2 (41.4)                                                                         | 9.8 (49.6)                                                                         | 12.8 (55)                                                                          | 14.5 (58.1)                                                                        | 14.1 (57.4)                                                                        | 10.6 (51.1)                                                                        | 7.1 (44.8)                                                                         | 2.8 (37)                                                                           | 0.3 (32.5)                                                                         | 6.6 (43.9)                                                                         |
| 最低気温記録 °C （°F）                                                             | −23.6 (−10.5)                                                                      | −22.3 (−8.1)                                                                       | −16.7 (1.9)                                                                        | −5.6 (21.9)                                                                        | −2.4 (27.7)                                                                        | 1.1 (34)                                                                           | 4.9 (40.8)                                                                         | 4.8 (40.6)                                                                         | −1.3 (29.7)                                                                        | −7.6 (18.3)                                                                        | −10.8 (12.6)                                                                       | −23.4 (−10.1)                                                                      | −23.6 (−10.5)                                                                      |
| 降水量 mm （inch）                                                                 | 32.2 (1.268)                                                                       | 34.5 (1.358)                                                                       | 42.8 (1.685)                                                                       | 45.9 (1.807)                                                                       | 81.9 (3.224)                                                                       | 71.6 (2.819)                                                                       | 72.7 (2.862)                                                                       | 61.4 (2.417)                                                                       | 63.5 (2.5)                                                                         | 61.5 (2.421)                                                                       | 47.0 (1.85)                                                                        | 50.0 (1.969)                                                                       | 665.0 (26.181)                                                                     |
| 平均降水日数 （≥1.0 mm）                                                           | 8.4                                                                                | 8.1                                                                                | 9.1                                                                                | 9.2                                                                                | 11.5                                                                               | 10.7                                                                               | 10.8                                                                               | 9.9                                                                                | 8.6                                                                                | 9.5                                                                                | 9.3                                                                                | 9.8                                                                                | 114.9                                                                              |
| 平均降雪日数                                                                       | 7.8                                                                                | 6.7                                                                                | 4.0                                                                                | 1.5                                                                                | 0.1                                                                                | 0.0                                                                                | 0.0                                                                                | 0.0                                                                                | 0.0                                                                                | 0.0                                                                                | 3.4                                                                                | 6.3                                                                                | 29.8                                                                               |
| % 湿度                                                                             | 86                                                                                 | 82                                                                                 | 76                                                                                 | 72                                                                                 | 73                                                                                 | 74                                                                                 | 72                                                                                 | 76                                                                                 | 80                                                                                 | 85                                                                                 | 86                                                                                 | 86                                                                                 | 79                                                                                 |
| 平均月間日照時間                                                                   | 58.1                                                                               | 83.8                                                                               | 134.8                                                                              | 180.0                                                                              | 202.5                                                                              | 223.8                                                                              | 228.6                                                                              | 219.6                                                                              | 164.5                                                                              | 98.7                                                                               | 55.3                                                                               | 43.1                                                                               | 1,692.7                                                                            |
| 出典1：Meteo France                                                                |                                                                                    |                                                                                    |                                                                                    |                                                                                    |                                                                                    |                                                                                    |                                                                                    |                                                                                    |                                                                                    |                                                                                    |                                                                                    |                                                                                    |                                                                                    |
| 出典2：Infoclimat.fr (relative humidity 1961–1990)                                 |                                                                                    |                                                                                    |                                                                                    |                                                                                    |                                                                                    |                                                                                    |                                                                                    |                                                                                    |                                                                                    |                                                                                    |                                                                                    |                                                                                    |                                                                                    |

## 人口統計
2017年時点のコミューンの人口は280966人で、2012年当時の人口より2.4%増加した。
| 1962年 | 1968年 | 1975年 | 1982年 | 1990年 | 1999年 | 2006年 | 2011年 | 2017年 |
| ------ | ------ | ------ | ------ | ------ | ------ | ------ | ------ | ------ |
| 228971 | 249496 | 253384 | 248712 | 252338 | 264115 | 272975 | 272222 | 280966 |

参照元:1962年から1999年までは複数コミューンに住所登録をする者の重複分を除いたもの。それ以降は当該コミューンの人口統計によるもの。1999年までEHESS/Cassini、2006年以降INSEE

## 観光

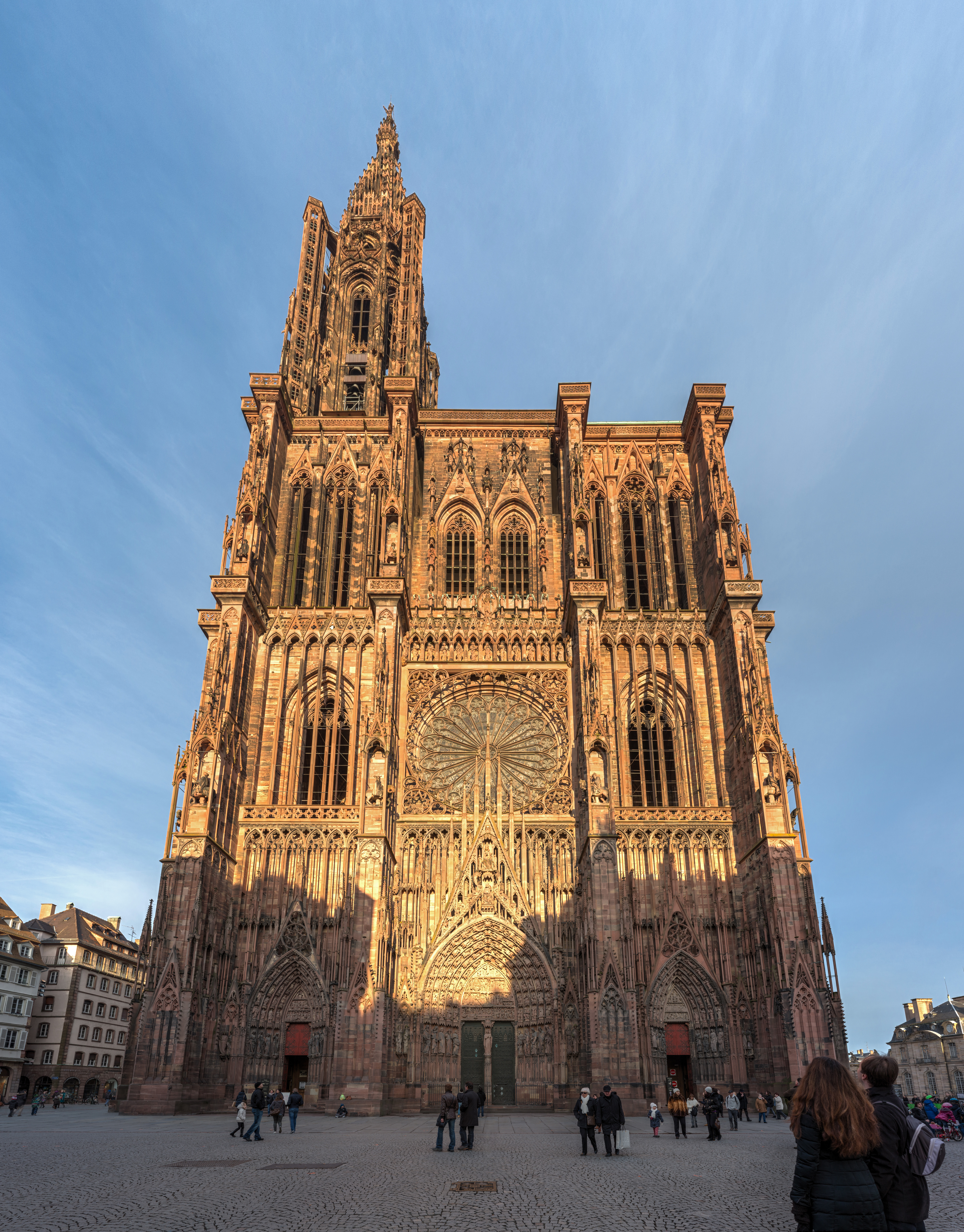
ストラスブール大聖堂

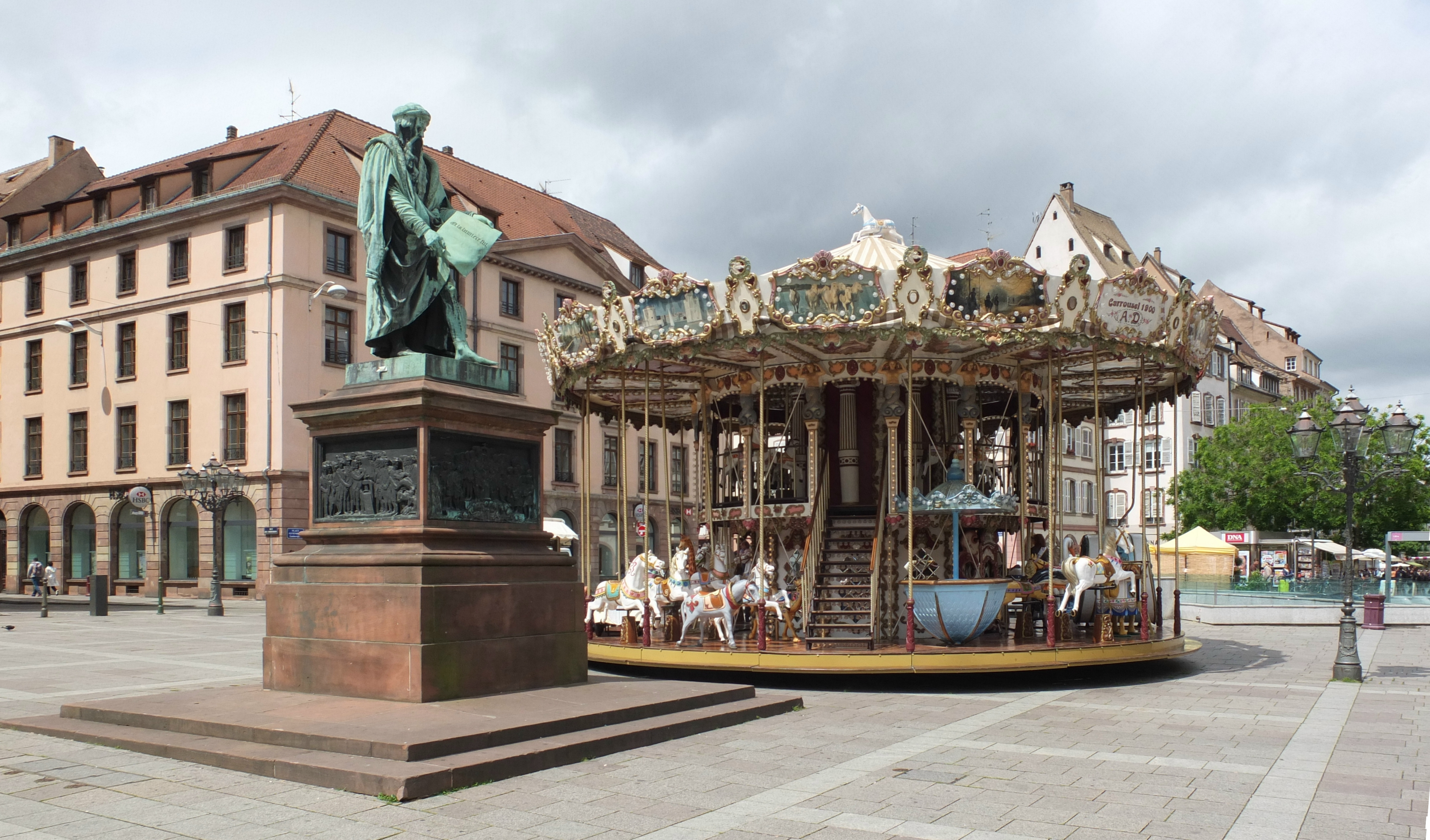
グーテンベルクの彫像がある広場

都心にあるカテドラル （ストラスブール大聖堂）、アルザスの伝統家屋が密集したプチット＝フランス地区がユネスコの世界遺産に登録されている。イル川の中洲である周囲2kmほどの島が都心であり、観光スポットもショッピングスポットもこの中洲に集中している。
カテドラルは地元産の砂岩で作られているため外観がバラ色で、地盤が弱いため尖塔が片方しかないのが特徴である。また、聖堂内には人の人生を表現したからくり時計「天文時計」が設置されている。
プチット＝フランス地区はもとはなめし革職人の居住地区だったもので、小水路が入り組んだところにアルザス伝統の木組み（コロンバージュ）の家が密集している。このプチット＝フランス地区内には閘門が設けられている。ストラスブールはイル川の水運で栄えた水の都であり、観光客向けに水上バスも運航されている。水上バスは都心を出発してプチット＝フランス地区の閘門を水路を調整しながら通過し、イル川河畔の欧州議会付近まで周遊する。
その他、市内にはいくつかの美術館が存在する。郊外では、欧州議会の会議場も見所の一つとなっている。通常時は欧州議会の建物へ入ることはできないので、外から建物を見学するだけになる。年に何度か、欧州議会公開デーがあり、そのときは会議場内部を見学することができる。欧州議会に隣接して、欧州評議会、欧州人権裁判所もある。欧州議会・人権裁判所は非常に凝った現代建築である。
観光で忘れてはならないのが、ストラスブール市の鳥、コウノトリ（シュバシコウ）である。シュバシコウはストラスブールのイメージキャラクターとして至るところで登場し、都心部の土産物屋ではシュバシコウのぬいぐるみなど、多数のシュバシコウ関係のグッズが売られている。ストラスブール土産と言えばシュバシコウというくらい定着しているが、実際は野生のシュバシコウはほぼ絶滅しており、市内では滅多に見ることはできない。市東部にあるオランジェリー公園内にコウノトリ飼育センターがあり、多数のシュバシコウが飼育されている。コウノトリ飼育センターは動物園も兼ねており、シュバシコウ以外にもクジャクなど他の鳥も見学できる。なお、オランジェリー公園は市内最大の公園であり、コウノトリ飼育センターだけではなく、園内に木組み（コロンバージュ）の一軒家でミシュラン一つ星フレンチレストラン、ビュルイーゼル（Buerehiesel）もある。

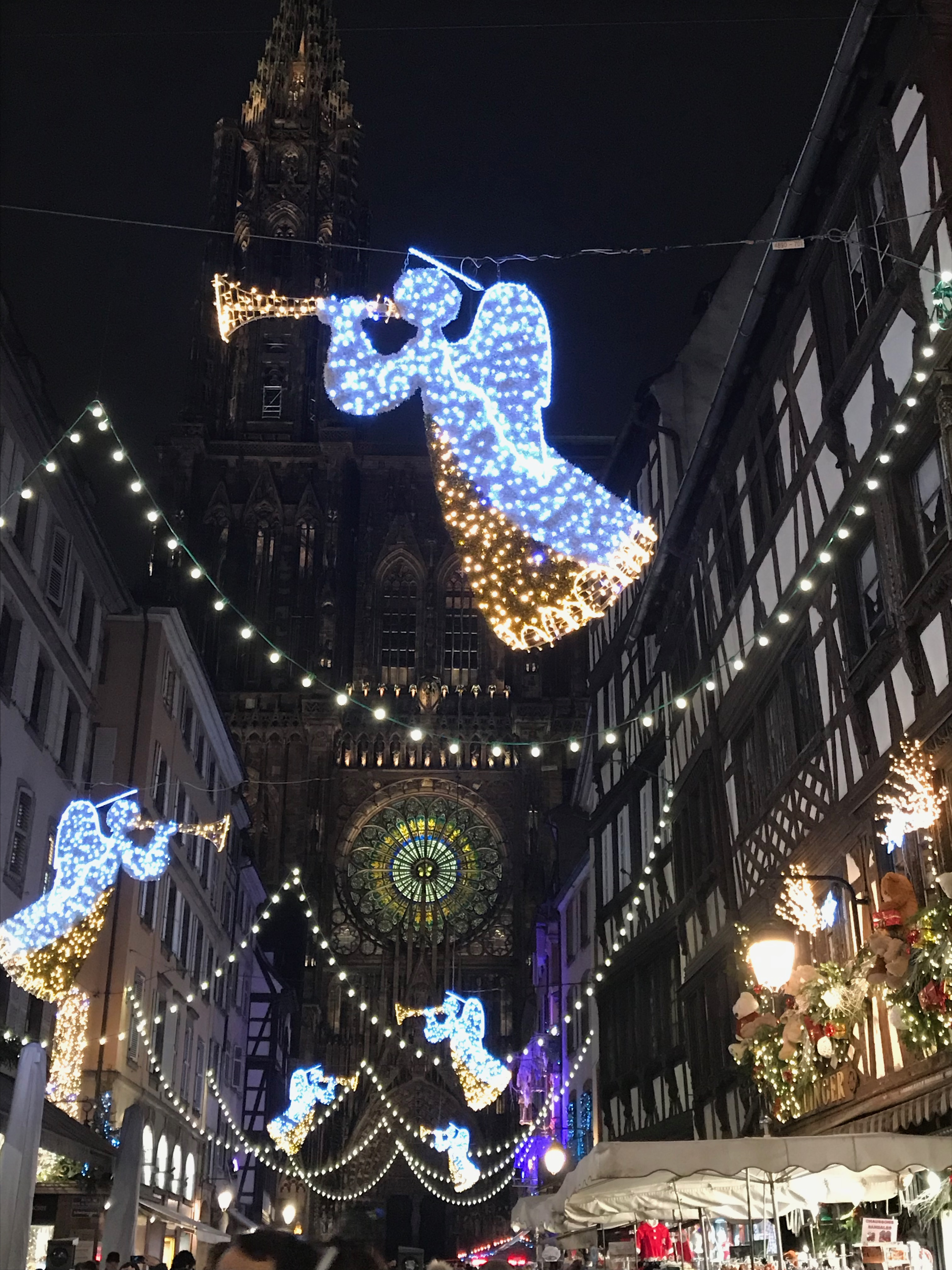
ストラスブール大聖堂前のクリスマスデコレーション

16世紀から続くヨーロッパ最大級にして、最古のクリスマスマーケット、マルシェ・ドゥ・ノエル（アルザス語：en:Christkindelsmärik（キリストの子マーケット））は、11月下旬から12月末まで約１ヶ月間開催され、数百万人の観光客が毎年世界中から訪れる。そのため、キャピタル・ドゥ・ノエルの異名を持つ。CNNトラベルで3年連続世界一のクリスマスマーケットにも選ばれている。

## 交通
「街道の街」の名の通り、鉄道・道路ともに主要な幹線が交差する要衝となっている。ストラスブールはパリから真東へ約500kmに位置しており、フランスの東の玄関口としての役割が大きい。南北方向へは、ベルギーのブリュッセルからルクセンブルクを経て、アルザス地方、スイスからイタリアへ通じるルートの経路上にある。東はすぐにドイツであり、バーデン＝バーデンやカールスルーエ、シュトゥットガルトに近い。パリからドイツ南部（ミュンヘンなど）やオーストリアを結ぶルート、A4の経由点でもあり、東西・南北の国際幹線ルートの交点に位置している。

### 鉄道
主要鉄道駅は、中心市街地そばのストラスブール駅。
2007年6月にTGV東ヨーロッパ線が部分開業し、パリ－ストラスブール間は2時間20分で結ばれた。さらに2016年の東ヨーロッパ線全線開業と共に所要時間が短縮され、パリ東駅とストラスブール間のTGVは直通1時間50分で結ばれている。
ストラスブール自体は都市圏人口45万の中規模都市だが、それでもパリからTGV路線が建設されるのは、ストラスブールを中継して近隣の主要都市への所要時間短縮が期待できるためである。これは、フランスのみならずルクセンブルクやEUが建設資金を拠出していることからも明らかである。パリから来たTGVの一部は、ストラスブールからドイツ方面（シュトゥットガルト、フランクフルト）への直通TGVとなる。（スイス方面のTGVも当初はストラスブール経由であったが、LGVライン-ローヌ線の開通時からストラスブールを経由しなくなった。）将来はドイツ国内の路線も整備され、オーストリア、ハンガリーへ至る高速鉄道路線を形成する予定である。

### 航空
近郊のエンツハイムにストラスブール国際空港があり、フランス国内ならびにヨーロッパ主要都市に就航している。なお、空港から中央駅までは鉄道のnavette（シャトル）が通じており、日中の便数は1時間当たり数本、所要時間は最速7分である。2013年にパリ・シャルル・ド・ゴール国際空港とストラスブール国際空港間のエールフランス便は廃止され、現在ではTGVに航空便名を付与して、フランス国鉄との共同運航という形を取っている。このため、日本からシャルル・ド・ゴール国際空港経由でストラスブールに向かう場合には、実際には空港ではなく中央駅に到着することになる。
なお、フランクフルト空港からはルフトハンザドイツ航空の連絡バスがストラスブール駅前まで運行されている。このバスは航空機の代替便として走っているので、ルフトハンザ航空の飛行機の乗り継ぎ便として利用できる。日本からルフトハンザ航空や全日本空輸（ANA）などスターアライアンス系航空会社でフランクフルト空港経由でストラスブール入りする場合は、このルートが便利である。

### 市内交通

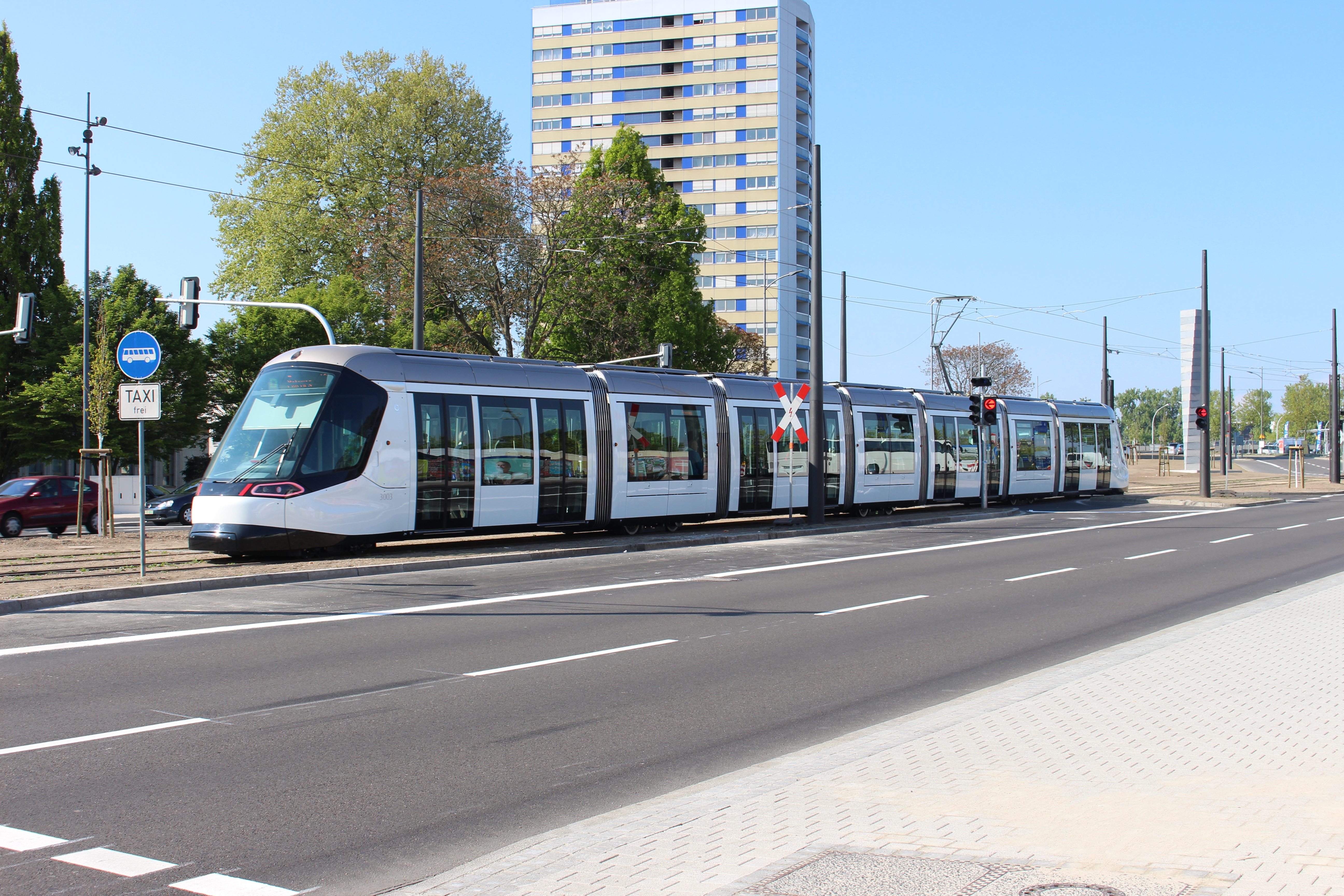
トラム

1994年よりトラム（LRT）が運行されている。2007年5月現在、4系統24kmの路線網となっている。このトラムは非常に斬新なデザインであり、トラム導入とともに都心の歩行者専用ゾーン化・トラムの停留所設備の整備と一体化した景観整備なども行い、トラム導入を軸とした都心再開発を行った。トラム導入後、公共交通の乗客数は大幅に増加し、なおかつ再開発が非常に高く評価され、交通まちづくりの先進事例として評価が高い。遠く日本からも都市行政関係者などが多数ストラスブールを視察している。欧州議会等が存在する街の特徴などから「ユーロトラム」というニックネームが車両に与えられている。
また、市内交通はトラムの他にバスがある。トラムとバスは1時間以内なら1枚の切符で乗り継ぎが可能であり、トラムとバスが一体となったネットワークで運営されている。トラム・市バスともに第3セクターのストラスブール交通会社（CTS）が運営しており、CTSは他に空港連絡バスおよびバ＝ラン県内中距離バス（Resaux67）も運営している。
2007年秋にはトラムが延伸され、2011年を目処にトラムとフランス国鉄線の直通運転が開始され、ストラスブール空港から都心への直通トラムが運行される予定である。

### 自転車
ストラスブールは、1970年代より一貫して自転車政策を推進してきた街である。現在では自転車道などの自転車空間のネットワークは、ストラスブール大都市共同体全体で500kmを超え、交通モードに占める自転車の割合（分担率）は、ストラスブール市中心部で14%、ストラスブール大都市共同体全体で8%となっており、フランスで最も自転車の利用が普及している都市といえる。また、レンタサイクルであるヴェロップのサービスも提供されている。

### 水運
ライン川にフランス最大の河川港を抱えている。ライン川は今でもヨーロッパの物流の大動脈であり、ストラスブール港はライン川におけるフランスの玄関口を果たす重要な港である。港周辺には工場が集積しており、ストラスブール経済の重要な基盤である。また、ストラスブールからパリ方面やスイス方面へ運河も整備されている。なお、旅客に関しては鉄道・自動車の時代であり、一部の観光船を除いて旅客船は就航していない。

## スポーツ

### サッカー
ストラスブールを本拠地とし、リーグ・アンに所属するプロサッカークラブであるRCストラスブールが存在する。クラブは1978-79シーズンに1度、リーグ優勝を果たしている。

## ギャラリー

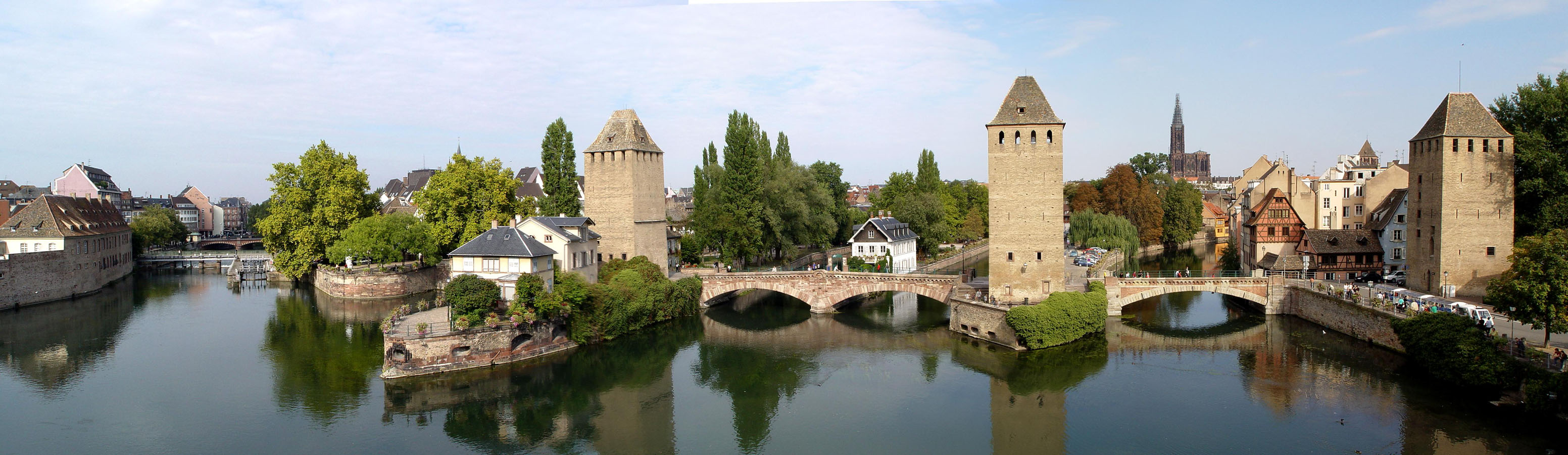
「バラージュ・ヴォーバン」から望む、前方の中世の橋「ポン・クヴェール」及び遠方のストラスブール大聖堂

## 姉妹都市・提携都市
| - フェズ、モロッコ、1960年 - ボストン、アメリカ合衆国マサチューセッツ州、1960年 - レスター、イギリス、1960年 - シュトゥットガルト、ドイツ、1962年 | - ドレスデン、ドイツ、1990年 - ラマト・ガン、イスラエル、1992年 - ジャクメル、ハイチ、1992年 - ノヴゴロド、ロシアノヴゴロド州、1997年 | - ジッダ、サウジアラビア - イスタンブール（トルコ） |

## 出身者
- ルートヴィヒ1世 - バイエルン王国第2代国王
- ヨハン・フリードリヒ・オーベルリーン - 牧師
- ハンス・アルプ - 芸術家（フランス式にジャン・アルプとも呼ばれる）
- ギュスターヴ・ドレ - 画家
- エミール・ワルトトイフェル - 作曲家、『スケーターズ・ワルツ』の作者
- シャルル・ミュンシュ - 指揮者
- シャルル・ジェラール - 化学者
- シャルル・フリーデル - 化学者
- ハンス・ベーテ - 物理学者
- マルセル・マルソー - パントマイム・アーティスト
- アーセン・ベンゲル - サッカー監督（アーセナル）
- ヴァレリアン・イスマエル - サッカー選手
- アルマンド・テイシェイラ（プティ） - サッカー選手
- ポール＝アンリ・マチュー - テニス選手
- メディー・バアラ - 陸上選手
- キャンディス・ディディエ - フィギュアスケート選手
- ボブ・ウォレク - レーシングドライバー
- マリー・タッソー - マダム・タッソー館を設立した蝋人形彫刻家
- クリストフ・ウェバー - 武田薬品工業社長兼CEO